# كودماسترز
كودماسترز (بالإنجليزية: Codemasters)‏ ، هي شركة بريطانية تنتج ألعاب الفيديو، يقع مقرها الرئيسي في مدينة ساوثهام التابعة لمقاطعة وركشير البريطانية.

## وصلات خارجية
- الموقع الرسمي
- كودماسترز على مشروع الدليل المفتوح
- قالب:WoS pub